# Пісня про Нібелунгів
«Пі́сня про Нібелу́нгів», або «Біда Нібелунгам» (нім. Das Nibelungenlied) — середньовічна німецька епічна поема, написана невідомим автором наприкінці XII — початку XIII століття. В основу «Нібелунгів» лягла сага про кохання Зігфріда до прекрасної валькірії Брунгільди. Текст поеми складається з 39 частин (пісень), що мають назву «авентюр».
Разом з Сагою про Вельсунгів та поемою «Гудрун» твір належить до вершини середньовічної германської епіки.

## Сюжет
У місті Вормсі, що зайняте племенем бургундів, росте прекрасна Крімгільда. Вона живе у своїх братів Гунтера, Гернота та Гізельгера, які керують племенем бургундів. Слава про вроду Крімгільди досягає міста Сантена, де царює король франків Зігмунд. Славетний своїми вчинками син його Зігфрід намагається добути щастя, і взявши з собою декілька вояків, приїздить до Вормса. Про молодого Зігфріда йде гучна слава. Придворний лицар Гаген розповідає, що це той самий Зігфрід, що десь на півночі заволодів скарбами Нібелунгів, убив дракона, що стеріг їх, і викупавшись у його крові, зробився невразливим. Побачивши Зігфріда на турнірі Крімгільда була так вражена його вродою, силою та впевненістю, що довго не могла відірвати від нього очей.
Під час перебування Зігфріда у Вормсі на Бургундію напали сакси та данці, але Зігфрід відбиває їхній напад, розбиває обох королів, одного з них навіть бере у полон і зі славою повертається до Вормса. Коли Зігфрід зустрівся в той день із Крімгільдою, остання почала гаряче дякувати йому за поміч, але на це Зігфрід відповів просто: «Все це я зробив, люблячи вас». Гунтер обіцяє Зігфрідові сестрину руку, коли він йому допоможе в одній небезпечній справі. Справа ця була — сватання Гунтера з північною красунею Брунгільдою, яка лише в такому разі погоджувалась вийти заміж за Гунтера, коли він переможе її у вигаданих нею випробуваннях сили та вмінні володіння зброєю. За допомогою шапки-невидимки (нім. Tarnkappe) Зігфрід допомагає Гунтеру, який здобуває руку Брунгільди, тоді як Зігфрід одружується з Крімгільдою.
Проходить цілих десять років і обидві пари живуть у щасті та радості й так було б й на далі, коли б не за заздрість Брунгільди, котра не могла згодитися з тим, що такий герой як Зігфрід дістався не їй, але Крімгільді. Один раз Крімгільда почала вихваляти Зігфріда, не усвідомлюючи, як цим вражає Брунгільду: «Подивись, сказала Крімгільда, як мій Зігфрід пишається серед інших героїв, наче місяць між зорями». — «Так, але він усе ж таки лише васал мого чоловіка» — відповіла Брунгільда. Бачачи, що її чоловіка хочуть образити, Крімгільда в мить перетворюється на тигрицю. «А, коли так, то знай, що завтра я зайду до церкви перед тобою!» Наступного дня коли Брунгільда хоче загородити шлях Крімгільді, та каже їй з презирством: «Геть з дороги, наложнице мого мужа! Хіба мені невідомо, що Зігфрід підкорив тебе для Гунтера?» Після цього вона показує Брунгільді перстень та пояс, що взяв їх у неї Зігфрід і остання примушена була замовкнути. Тут вмішується в суперечку нова особа, придворний лицар Гаген. Він любить Брунгільду лицарською любов'ю і служить їй як васал своєму сюзеренові. Бачачи сльози дами серця, Гаген намагається помститися й пропонує свої послуги Брунгільді. Та погоджується і дякує.
Гаген розповсюджує звістку про новий напад данців. Простодушний Зігфрід знову згоджується стати на допомогу. Гаген прохає Крімгільду відпустити чоловіка і запевняє, що сам буде стежити за Зігфрідом у битві. Крімгільда боїться за нього, тому що її чоловік має вразливе місце на спині; коли той купався в крові дракона, листок впав йому між плечі. За порадою Гагена Крімгільда вишиває хрест на тому місці, де Зігфріда може досягти зброя, і благає Гагена захищати це місце в бою. Гаген їй обіцяє. Але коли так звані данські посли прийшли з миром, Гунтер з радості влаштовує полювання. На тому полюванні Гаген убиває списом Зігфріда, коли той нахилившись пив воду зі струмка. Зігфрід умирає, а Гаген наказує віднести його труп і покласти перед порогом Крімгільди. Вранці остання йде до церкви та ледве не наступає на задубілого трупа чоловіка. Вона голосить і обвинувачує брата в убивстві. Той виправдовується і стає до Божого суду. Всі лицарі, починаючи від Гунтера, наближаються по черзі до трупа Зігфріда. При наближенні Гагена рана Зігфрідова розкривається і з неї починає текти кров — ознака в середньовіччі, що він убивця. Крімгільда заховує в душі помсту і чекає слушного випадку, щоб привести до виконання свої криваві плани. Випадок цей трапляється, коли вона виходить заміж за короля Гунів Етцеля (Аттилу). Коли минуло 13 років, вона закликає всіх своїх кревних, між ними й Гагена, і вбиває їх, а сама теж падає убитою від руки старого лицаря Гільдебранда.

## Історія твору

### Редакції
«Пісня про Нібелунгів» дійшла до нас у 10 рукописах (XIII—XVI ст.) та багатьох уривках. У новий час вона стала відома з середини XVIII століття: у 1757 Бодмер видав останню частину Нібелунгів, разом з так званим Плачем (Klage) — невеликою ліричною поемою, що розповідає, як Етцель, Дітріг, Гільдебранд, родина та люди Рюдігера та інші оплакували померлих. У 1782 Мюллер (Myller) видав повний текст Нібелунгів, але без жодної спроби до наукової критики та аналізу. З початку XIX століття з'являються характеристики й аналізи поеми; один з її перекладачів, Гаген, вже у 1810 прагне здійснити її критичне видання, розглянувши розбіжності.
Честь першого суто наукового досліду Нібелунгів належить Лахману. Палкий прибічник теорії Вольфа у гомерівському питанні, Лахман впевнений, що народні пісні самі по собі — вершина художності, що їх псують й розбавляють водою пізні поети-збирачі, Лахман поставив собі за мету відокремити в Нібелунгах істинні пісні від пізніших додавань. Матеріалом для цього послужила ретельна критика тексту Нібелунгів.
З 3-х найдавніших (XIII ст.) пергаментних рукописів кожен має свою особливу редакцію:
1. один (гогенемський, нині мюнхенський, А) значно коротший за всі інші;
2. другий (санкт-галленський, В; в ньому, як і в А, поема має назву «Der Nibelunge nôt» — Біда Нібелунгам), до якого долучається більшість рукописів пізніх та який тому може вважатись вульгарним, стоїть у цьому сенсі посередині;
3. третій (раніше теж гогенемський, нині в Донауешингені, С — «Der Nibelunge lied» — Пісня про Нібелунгів) найбільш обширний текст.

Лахман робить висновок, що A найближче до пісень, а В і С — його пізніші розповсюдження; за допомогою прийомів, безсумнівно дотепних, але іноді штучних, з 2316 строф рукопису А він викидає 745, а решту 1571 розділяє на 20 пісень, які, на його переконання, побачили світ між 1190 та 1210 (все решта перероблено, до С включно, з'явились у наступному 10-літті). Оскільки Лахман водночас роз'яснив основу поеми й визначив її відношення до скандинавських переказів про Ніфлунгів, то його висновки до 50-х років вважались загальновживаними.
Проте, 1851 року звернули увагу на цікаву обставину, приховану Лахманом: число строф у кожній пісні виявилось кратним 7 — а він був відомим прихильником гептад, у своїх роботах з історії грецької поезії. У 1854 проти теорії Лагмана виступили незалежно один від одного два германісти: Гольцман («Untersuchungen ueber das Nibelungenlied») і Царнке («Zur Nibelungenfrage»); вони відхилили можливість механічно поєднання народних пісень та дійшли висновку, що С ближче за всіх до оригіналу, а В й А — його скорочення. Спалахнула полеміка (вона мала, окрім спеціального, досить важливе загальне значення: справа йшла про участь особистості у створенні пам'яток народної поезії), оскільки на захист теорії Лахмана виступив його учень Мюлленгоф («Zur Geschichte der Nibelunge na ôt», 1855).
У 1865 з'явилось дослідження Барча («Untersuchungen ueber d. Nibelungenlied»), який, прийняв дотепну здогадку Пфейфера, що автором Пісні був австрійський лицар Кюренбергер, що писав розміром Пісні, відніс створення поеми до 1150, а першу її переробку — приблизно до 1170; з неї вийшли незалежно В і С, А ж є лише поганим скороченням популярного тексту В, який і потрібно брати в основу видання. Дослідники кінця XIX століття погоджуються в тому, що первинну редакцію поеми у наш час відновити неможливо, а слід прагнути до її історичного пояснення та виділення різноманітних елементів, з яких склав цю поему єдиний автор; у справжньому своєму вигляді поема призначалась не для співу, а для читання у придворних колах Австрії.

### Витоки

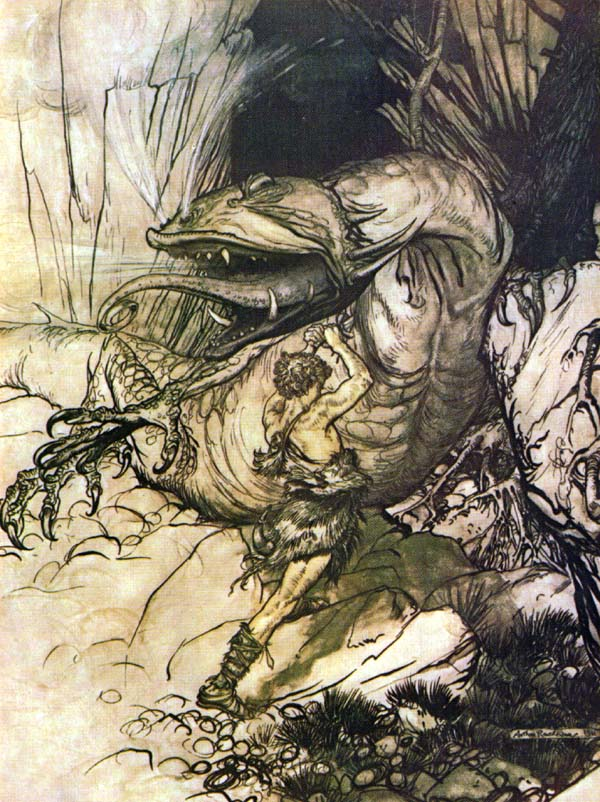
Зігфрид вбиває дракона

Сказання про Нібелунгів, що складає сюжет поеми, було створено в епоху переселення народів до землі прирейнських франків, з двох елементів:
- давньонімецької героїчної саги (на думку більшості — міфу) про Зігфрида, вбивцю дракона, визволителя віщої діви Брунгільди, який потрапляє до влади лихих братів і втрачає скарб, наречену й саме життя,
- й історичної саги про загибель бургундського королівського дому 437 року в битві з гунами Аттіли (Етцеля).

У 453 між німецькими племенами розповсюджуються чутки про смерть страшного завойовника Аттіли в ніч його шлюбу з Ільдико, яку народний голос вважає винуватицею смерті чоловіка. Шукають мотив для цього вчинку — і знаходять його у події 437 року. В результаті з'являється сага про те, як Аттіла, чоловік бургундської принцеси Гільди, вбиває її братів, королів Гундахарі, Годомара та Гізлахари, й гине від руки їхньої сестри, яка раніше була дружиною Зігфрида, що трагічно загинув.

## В мистецтві

### Фестивалі
Щороку в серпні у німецькому місті Вормс (нім. Worms) проходить Фестиваль Нібелунгів (нім. Nibelungenfestspiele), головною дією якого є сучасна театральна постановка середньовічної поеми «Пісня про Нібелунгів» (нім. Das Nibelungenlied).

### Екранізації
Відомі дві більш-менш близькі до тексту «Пісні» екранізації. 1924 року відбулась прем'єра класичного двосерійного німого фільму Фріца Ланга «Нібелунги» («Die Nibelungen»). Його римейк, поставлений Харальдом Райнлем також у двох частинах, вийшов на екрани 1966 (перша частина) й 1967 (друга частина) років.
Крім того існують декілька фільмів (художніх та телевізійних), у яких було використано ті чи інші мотиви епосу.

### ЮНЕСКО
30 червня 2009 року німецький героїчний епос «Пісня про Нібелунгів» включено до списку світового культурно-історичного спадку ЮНЕСКО. Таке рішення ухвалила міжнародна комісія програми «Пам'ять світу» на засіданні у Бриджтауні на острові Барбадос. До списку внесено три найповніших рукописи твору, які зараз зберігаються у Баварській державній бібліотеці в Мюнхені, Баденській земельній бібліотеці в Карлсруе та в монастирі у Санкт-Галлені у Швейцарії.

## Переклади українською
Українською «Пісню про Нібелунгів» перекладено лише певні уривки. Зокрема, за український переклад «Пісні про Нібелюнгів» бралися послідовно Іван Франко, Василь Щурат, Максим Славинський, Освальд Бурггардт, Ігор Костецький, Микола Лукаш, та Анатолій Онишко.
Повністю переклав «Пісню про Нібелунгів» українською Освальд Бурггардт у 1920-х роках, але цей переклад було втрачено у роки Другої світової війни. Збереглися лише уривки «Пісень про Нібелунгів» у перекладі Бурггардта, надруковані ним у журналі «Життя і революція» 1920-х роках.
Франко перекладав німецький епос астрофічним білим («шекспірівським») ямбом:
 В старих казках про всяке диво кажуть:

 про годних рицарів, їх вчинки смілі,

 Про втіхи й радощі, про сльози й горе,

 Про бо́ї лютії. Послухайте ж і нас!
Костецький, також користувався ямбом, намагався відтворити строфічну будову епічної поеми:
 В старих казках повчальних знайдем багато чуд

 про воїв достохвальних про їх великий труд

 про їх весілля пишні про сльози та ридання

 про спори їх колишні почуєте ж дивне повідання...
Микола Лукаш тримався якнайближче до ритмоструктури першотвору:
 В бувальщині бувало багато чуд і див,

 I витязів немало, і мужніх вояків.

 Про подвиги героїв, про пишнії пири,

 Про славу славних воїв послухайте тепер і ви.
Анатолій Онишко воліє знову ж таки ямб:
 В легендах є немало звісток і дивних див 

 Про битви і навали, про мужніх вояків,

 Про сльози удовині, про пишні учти, лови,

 Про герці до загину... Послухайте ж і нашу мову.
Уривки
- (перші чотири пригоди) Із «Пісні про Нібелунгів». Переклад з німецької: Іван Франко. Вперше надруковано 5 травня 1915 року. // Іван Франко. Твори, т. 10. Київ, 1977[9]
- (пригода І, строфи 1–6, 13–19; Пригода ІІ, строфи 37–43; Пригода XV, строфи 891—905; Пригода XVI, строфи 918—925, 949—991) Пісня про Нібелунгів. Переклад з німецької: Василь Щурат // Діло. 1918. 21 вересня, ч. 213; 24 вересня, ч. 216; 26 вересня, ч. 218.
- (перша частина: перші 19 пригод) Зігфрід. Переклад з німецької: ?. Полтава: «Педагогічне бюро», 1919[10][11]
  - (передрук) Із старонімецької поезії: переклади з «Пісні про Нібелунгів» І. Я. Франка // Вікно в світ. 1999. № 3 (6). стор. 109—115.
- (перші дві пригоди) «Пісні про Нібелунгів». Переклад з німецької: Микола Лукаш. // Тисячоліття. Поетичний переклад України-Русі: антологія. Упорядник та автор передмови: М. Н. Москаленко. Київ: Дніпро, 1995. 694 стор. (переглянути)
- (перші три пригоди) «Пісня про Нібелунгів»: поема. Переклад з німецької: Анатолій Онишко. Київ: часопис «Всесвіт». 1996. № 12. стор. 157—169.